# 2 Reyes 2
2 Reyes 2 es el segundo capítulo de la segunda parte de los Libros de los Reyes de la Biblia hebrea o Segundo Libro de los Reyes del Antiguo Testamento de la Cristiana. Bible. El libro es una compilación de varios anales que registran los actos de los reyes de Israel y Judá por un compilador deuteronómico en el siglo VII a. C., con un suplemento añadido en el siglo VI a. C. La primera parte de este capítulo (versículos 1-18) registra el nombramiento de Eliseo para suceder a Elías, y la ascensión al cielo de Elías, mientras que la segunda parte (versículos 19-25) registra algunos actos milagrosos de Eliseo que demuestran que se le ha concedido un poder similar al de Elías.

## Texto
Este capítulo fue escrito originalmente en lengua hebrea y desde el siglo XVI se divide en 18 Versículos.

### Testigos textuales
Algunos de los primeros manuscritos que contienen el texto de este capítulo en hebreo pertenecen a la tradición del Texto Masorético, que incluye el Códice de El Cairo (895), el Códice de Alepo (siglo X) y el Códice Leningradensis (1008).
También existe una traducción al griego koiné conocida como Septuaginta, realizada en los últimos siglos a. C.. Manuscritos antiguos existentes de la Septuaginta versión incluyen Codex Vaticanus (B; {\displaystyle {\mathfrak {G}}}B; 4th siglo ) y Codex Alexandrinus (A; {\displaystyle {\mathfrak {G}}}A; siglo V). 

## Análisis
La historia de la herencia de Eliseo del poder profético de Elías se sitúa en este capítulo después de que el reinado de Ocozías se cierra, pero antes de que el reinado de Joram se abra, subrayando su importancia, como el único relato de una sucesión profética registrada en el Tanaj. También es una de las dos ocasiones (la otra es a la muerte de Eliseo; 13:14-21) en que una historia se sitúa fuera del tiempo narrado (en medio de las fórmulas secuenciales y entrelazadas de la sucesión real, pero separada de ellas), oponiendo «el poder profético al poder real».
Las narraciones de este capítulo recuerdan la historia pasada de Israel, con Elías como un nuevo Moisés, Eliseo como su Josué, Ajab como Faraón, y cuando uno de los hijos muere (Pascua), Elías se marcha al otro lado del Jordán (como hace Moisés), mientras que Eliseo cruza de nuevo el Jordán por la orilla occidental «para llevar a cabo una conquista, que comienza significativamente en Jericó».

## Estructura
Todo este capítulo tiene una estructura quiastica,
trazar las escenas de un viaje y un regreso: Elías y Eliseo viajaron de Gilgal a Betel a Jericó y luego al otro lado del Jordán, donde se produce el ascenso culminante de Elías. Eliseo luego regresó solo a través de Jericó, Betel, Monte Carmelo y terminó en Samaria.
El esquema de las narraciones es el siguiente:
A Elías y Eliseo salen de Gilgal (2:1-2)
B Elías y Eliseo en Betel (2:3-4)
C Elías y Eliseo en Jericó (2:5-6)
D Elías y Eliseo dejan a los hijos de los profetas y cruzan el río Jordán (2:7-8)
X La ascensión de Elías (2:9-12a)
D' Eliseo cruza el río Jordán y se enfrenta a los hijos de los profetas (2:12b-18)
C' Eliseo en Jericó (2:19-22)
B' Eliseo en Betel (2:23-24)
A' Eliseo regresa a Samaria (2:25)

## El nombramiento de Eliseo y la ascensión de Elías (2:1-18)
.

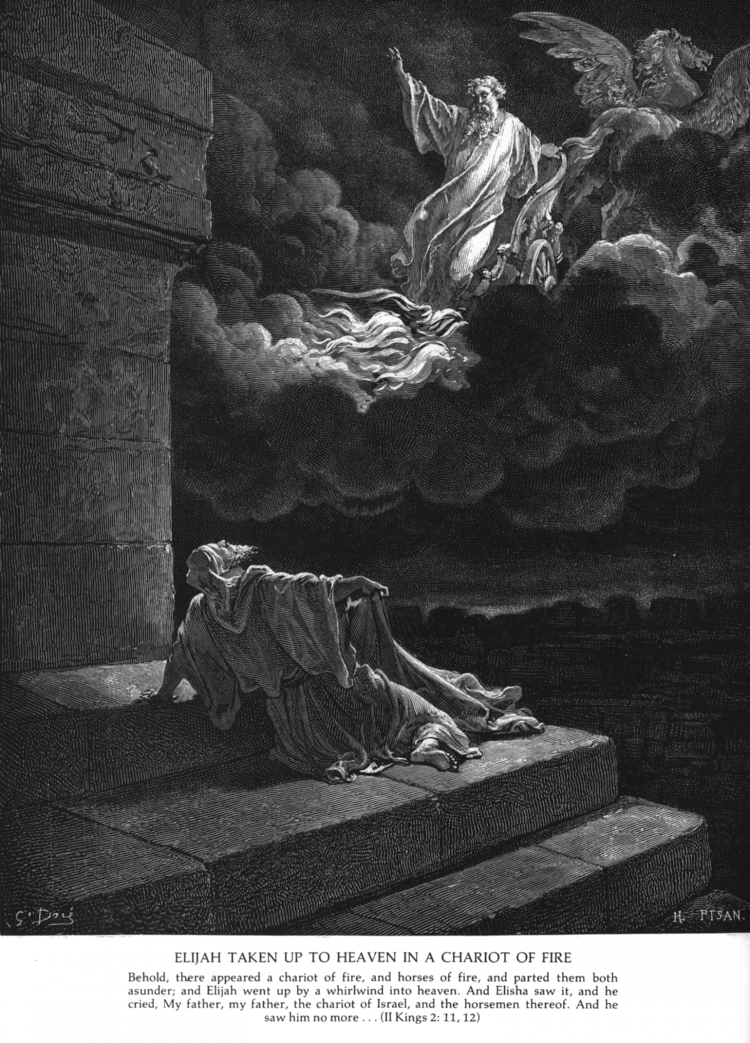
«Elías llevado al cielo» (2 Reyes 2:11) por Gustave Doré (1832-1883), en: La Biblia (1865)

La vida de Elías llegaba a su fin con una ascensión al cielo, una de las poquísimas rupturas del «muro de la muerte» en la Biblia hebrea/Antiguo Testamento.
Debido a que «sólo partió en lugar de morir», se esperaba que regresara sin necesidad de resurrección para «anunciar la llegada del Mesías», como se señaló en la época del Nuevo Testamento (9; 9). Versículos 2-6 indican que Elías, Eliseo y muchos discípulos profetas eran conscientes de la inminente partida de Elías. Mientras Elías parece desear estar solo cuando llegue el momento, Eliseo quiere acompañarle: ha de ser «testigo del milagro y heredero del maestro». Eliseo solicitó y le fue concedida la herencia del 'espíritu' de Elías (como 'la doble porción debida al hijo mayor', versículo 9, cf. Versículo 9]). 9), que se considera más cercano a 'la esfera de Dios' (cf. Jueces 3:10; 14:6; 1 Samuel 10:10; 11:6; Isaías 11:2, entre otros). Eliseo también hereda el manto de Elías, una de las señas de identidad del profeta más anciano (1 Reyes 19:13, 19; cf. 2 Reyes 1:8), que también se demuestra que tiene poderes mágicos (tanto Elías como Eliseo podían dividir el río Jordán con él, lo que nos recuerda la división del Mar Rojo por Moisés en Éxodo 14:21). El título militar de honor, 'carro de Israel y sus jinetes' (versículo 12; o «caballos»), también se aplica a Eliseo (2 Reyes 13:14) en relación con los éxitos bélicos logrados por el reino de Israel con su ayuda (los actos posteriores de Eliseo se registran principalmente en 2 Reyes 3; 6-7).

### Versículo 1
Cuando el Señor estaba a punto de llevarse a Elías al cielo en un torbellino, Elías fue con Eliseo desde Gilgal.
La primera cláusula del Versículo inicial resume los acontecimientos que van a suceder, mientras que la segunda relata el comienzo del viaje que conduce a ellos. Desde el principio, YHWH es 'nombrado como el sujeto de este suceso' con săarah («tormenta, torbellino»; a menudo asociado con teofanía, como en 9) como el agente del ascenso de Elías. Eliseo es mencionado por primera vez desde que Elías lo eligió (9), acompañando al profeta desde Gilgal (probablemente al norte de Bet-el) y estableciendo el conflicto entre los dos en las tres escenas siguientes, ya que Elías insiste en que viaje solo, mientras que Eliseo jura seguirlo.

### Versículo 9
Y así fue, cuando hubieron cruzado, que Elías dijo a Eliseo: «¡Pide! ¿Qué puedo hacer por ti, antes de que me lleven lejos de ti?"
Eliseo dijo: «Por favor, que una doble porción de tu espíritu esté sobre mí.»
- «Doble porción»: de פי-שנים, pî-šə-na-yim,[18] «doble boca», refiriéndose a la porción heredada por el hijo primogénito (9), marcando a Eliseo como el preeminente entre los «hijos del profeta».[19] Según la tradición judía, Eliseo realizó el doble de milagros que Elías (según un recuento: 16 contra 8).[19]

### Versículo 11
Sucedió entonces, mientras ellos seguían hablando, que de repente apareció un carro de fuego con caballos de fuego, y separó a los dos; y Elías subió en un torbellino al cielo.
- «Que de repente apareció un carro de fuego con caballos de fuego»: del hebreo: והנה רכב-אש וסוסי אש, wə-hi-nêh re-ḵeḇ-’êš wə-sū-sê 'êš,[21] «y mira, un carro de fuego y caballos de fuego.».[22]

## Los primeros actos de Eliseo: traer la vida y la muerte (2:19-25)
.

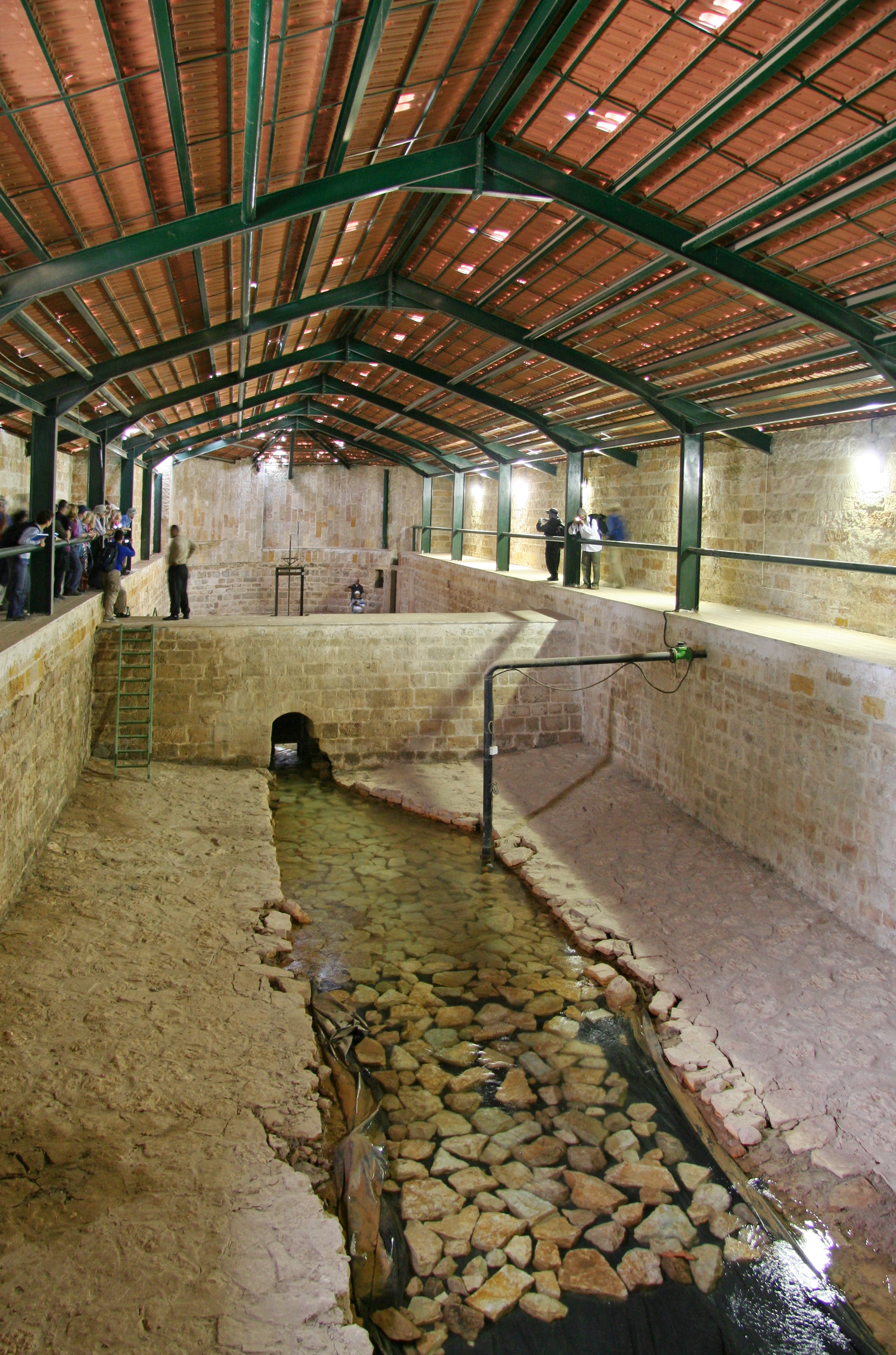
Ein es-Sultan en Jericó (también conocido como «Manantial de Eliseo»), que se cree que es la fuente purificada por Eliseo en 2 Reyes 2:19-22, ahora dentro de un edificio de protección

Esta sección registra algunas de las primeras acciones de Eliseo, confirmando que «Eliseo tiene el mismo poder para realizar milagros que Elías antes que él». [El manantial que lleva el nombre de Eliseo]] (atribuido al milagro registrado en los Versículos 19-22) puede verse aún hoy en el oasis de Jericó, con su agua fresca y abundante que da vida. En marcado contraste, ridiculizar a los profetas puede costar vidas (Versículos 23-24; cf. 2 Reyes 1:9-14; otras 42 muertes son por Jehú en 2 Reyes 10:12-14).

### Versículos 23,24

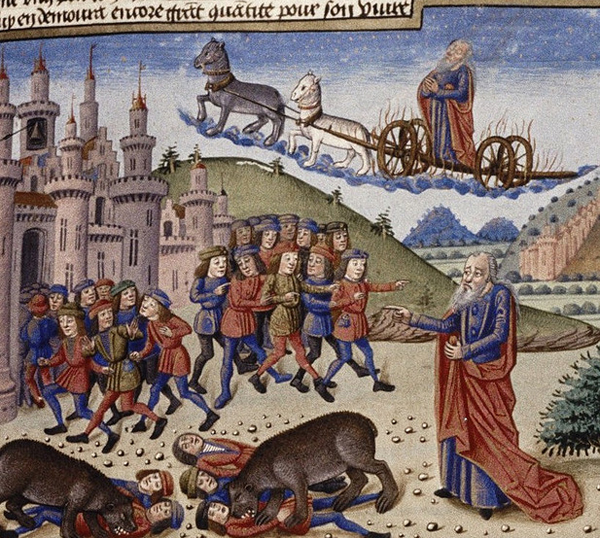
Los osos atacan salvajemente a los jóvenes por orden de Eliseo, mientras Elías es llevado en el carro volador (manuscrito francés de 1453)

.
Luego subió de allí a Betel; y mientras subía por el camino, unos jóvenes vinieron de la ciudad y se burlaron de él, y le dijeron: «¡Sube, calvo! Sube, calvo!» Entonces él se volvió, los miró y les lanzó una maldición en nombre del Señor. Y dos osos hembras salieron del bosque y mutilaron a cuarenta y dos de los jóvenes. 
- «Jóvenes»: de la frase hebrea: נערים קטנים, nə-'ā-rîm qə-ṭa-nîm.[24] que puede significar «hombres jóvenes» o «subordinados», y como Betel es el sitio del santuario del becerro de oro construido por Jeroboam, el contexto sugiere que la frase no se refiere a «niños» sino a los que servían (similar a los «levitas») en el santuario idólatra.[25]